# (24996) 1998 OD1
1998 أو دي 1 (ويعرف أيضًا باسم (24996) 1998 أو دي 1 وفق تسمية الكوكب الصغير) (بالإنجليزية: 1998 OD1)‏ هو كويكب ضمن حزام الكويكبات؛ وترتيبه 24996 من حيث الاكتشاف.
اكتُشف هذا الجُرم الفلكي بواسطة Vittorio Goretti ‏ في 20 يوليو 1998.

## وصلات خارجية
- (24996) 1998 OD1 في قاعدة بيانات مختبر الدفع النفاث لأجرام النظام الشمسي الصغيرة

- الاكتشاف · مخطط المدار ·  العناصر المدارية · المعلمات المادية

- (24996) 1998 OD1 على موقع ويكي سكاي: DSS2, SDSS, GALEX, IRAS, Hydrogen α, X-Ray, Astrophoto, Sky Map, Articles and images